# Ronov (hrad, okres Česká Lípa)
Ronov je zřícenina hradu severovýchodně od Blíževedel v okrese Česká Lípa v Libereckém kraji. Nachází se na vrcholu kopce Ronov, který je součástí Ralské pahorkatiny. Pozůstatky hradu jsou chráněny jako kulturní památka České republiky.
Nejstarší přímé zprávy o hradu pochází z patnáctého století. Roku 1438 jej vlastnil Vilém z Ilburka, který hrad významně přestavěl. Po roce 1538 se hlavním vrchnostenským sídlem stala stvolínecká tvrz, a Ronov se postupně změnil ve zříceninu.

## Historie

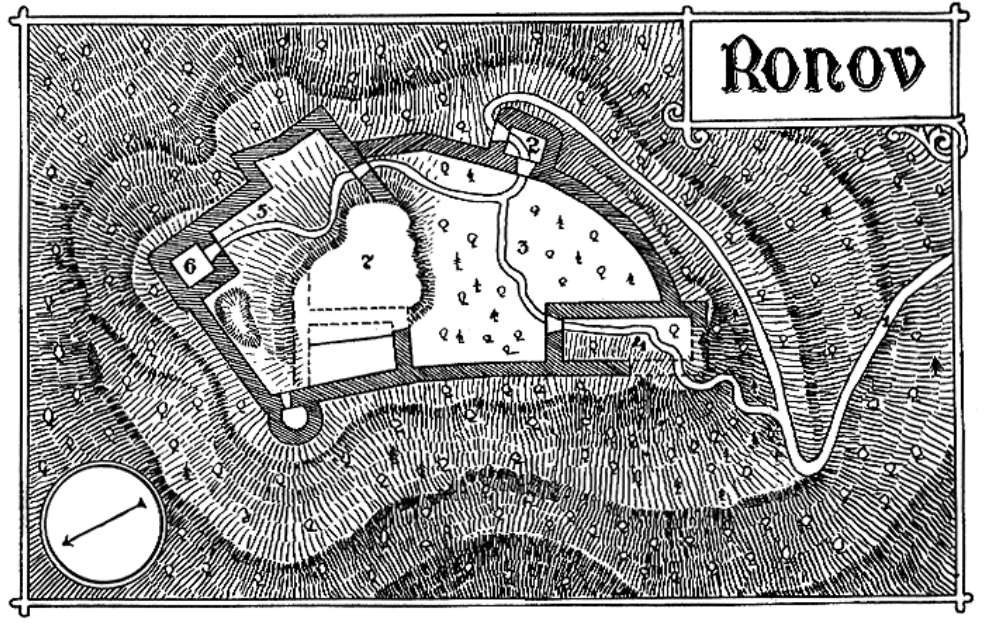
Půdorys hradu od Josefa Vítězslava Šimáka publikovaný v díle Augusta Sedláčka

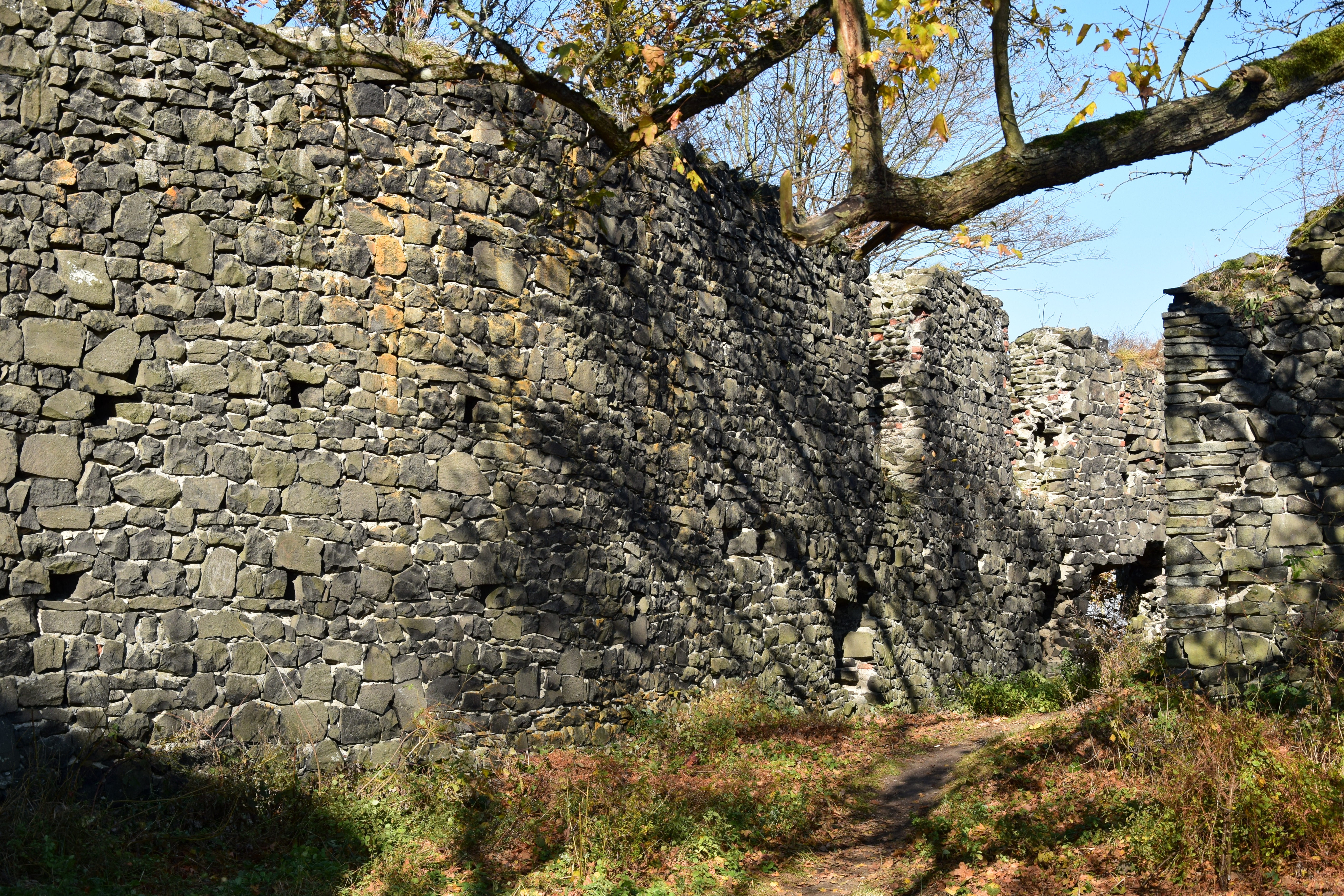
Vnitřní strana severní hradby

Doba založení severočeského hradu Ronova a jeho nejstarší dějiny jsou nejasné. Vzhledem k názvu je nepochybné, že jej založil některý příslušník rozvětveného rodu Ronovců. August Sedláček soudil, že hrad okolo roku 1420 založil Hynek Hlaváč z Dubé, ale podle Dobroslavy Menclové mohl být založen už ve druhé polovině čtrnáctého století. První písemná zmínka o hradu pochází pravděpodobně z roku 1427.
Krajinu v okolí Ronova a Kravař měli od roku 1348 v zástavě bratři Hynek a Jindřich z Dubé. V roce 1355 ji získali do dědičného držení a po Hynkově smrti v roce 1361 ji zdědil jeho stejnojmenný syn († 1381). Syn Hynka mladšího se jmenoval také Hynek a získal přízvisko Hlaváč. V době jeho nezletilosti za něj majetek spravoval strýc Hynek z Dubé, bratr jeho otce a pán saského hradu Hohnstein. Nejspíše to byl on, kdo přenechal Kravařsko pánům z Klinštejna, jedné z vedlejších větví Ronovců. Přídomek jednoho z nich, Předboře z Ronova, by mohl být podle Rudolfa Anděla první nepřímou zmínkou o hradu. V tom případě by Ronov založili ve třetí čtvrtině čtrnáctého století páni z Klinštejna. Předborův přídomek se však vztahuje k lužickému hradu Ronov (též Rohnau) u Hirschfelde.
Na začátku husitských válek hrad ovládal Hynek Hlaváč z Dubé, který stál na straně krále Zikmunda a spolu s lužickým Šestiměstím bojoval proti husitům. Když v roce 1423 zemřel, zdědili jeho majetek bratři Jaroslav a Jindřich Berkové z Dubé. Jaroslav zemřel bezdětný v roce 1432. Jindřich zůstal majitelem hradu nejméně do roku 1437, ale krátce poté od něj hrad získal Vilém z Ilburka.
Vilém z Ilburka byl spojencem pánů z Vartenberka v jejich bojích s Šestiměstím. Lužičané proto v roce 1444 vypravili vojenskou výpravu, která se spojila s litoměřickým landfrýdem a Těmou z Koldic. Jejich vojsko potom neúspěšně oblehlo hrad Sloup Mikeše Pancíře, ale dobylo Rybnov, Stvolínky a města Žandov, Česká Kamenice a Osečná. Vojenský konflikt trval až do prosince roku 1444, ale Ronov při něm dobyt nebyl.
Vilémův stejnojmenný syn roku 1505 určil Ronov a městečko Stvolínky jako věno své manželce Anežce z Helfenštejna. Ta se také po jeho smrti v roce 1538 stala jedinou dedičkou, ale po její smrti měl majetek připadnout jejich dceři Anně. Anežka se přestěhovala ze špatně přístupného hradu do tvrze ve Stvolínkách. Hrad byl ještě nějakou dobu udržován, ale když Alžběta z Vartenberka prodala roku 1608 Stvolínky Adamu Hrzánovi z Harasova, byl označen jako pustý.
Během třicetileté války hrad sloužil jako útočiště obyvatelům z okolních vesnic, kteří na něm ukrývali majetek. V roce 1643 jej proto dobylo a vypálilo švédské vojsko. V roce 1845 nechal tehdejší majitel panství Stvolínky, litoměřický biskup Augustin Bartoloměj Hille, postavit na vrchol Ronova křížovou cestu. Při jejím budování byl z velké části zbořen palác a na jeho místě vztyčen kříž. Křížová cesta byla upravována v roce 1891, ale časem zcela zanikla.

## Stavební podoba
Ronov byl postaven ve dvou stavebních fázích. Starší snad tvořila pouze obytná věž, ze které téměř nic nedochovalo. Zříceniny jsou pozůstatkem budov, které nechal postavil Vilém z Ilburka. Za něj hrad získal dvoudílnou nebo trojdílnou dispozici. Poloha na dominantním a obtížně přístupném kopci hradu poskytovala ochranu před rozvíjející se dělostřelbou. Prvky aktivní obrany jsou patrné i v systému opevnění, ale patří k raným a nepříliš účinným řešením aktivní dělostřelecké obrany. Jejich kvalitu snižovaly oddělené úseky hradeb, po jejichž ochozech se obránci nemohli plynule pohybovat, a nemožnost postřelování všech kurtin.

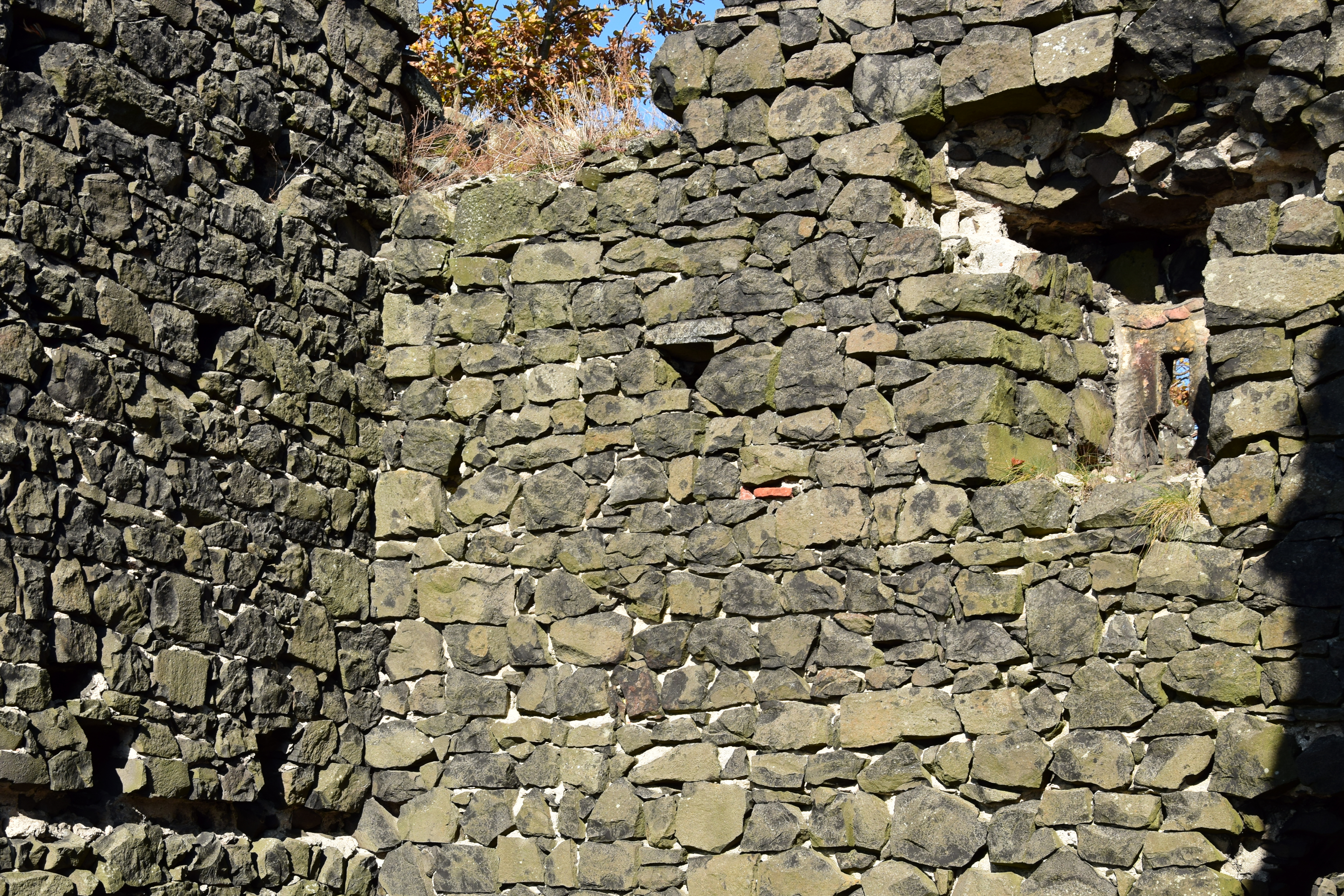
Interiér prvního patra jihozápadní obytné budovy s klíčovou střílnou

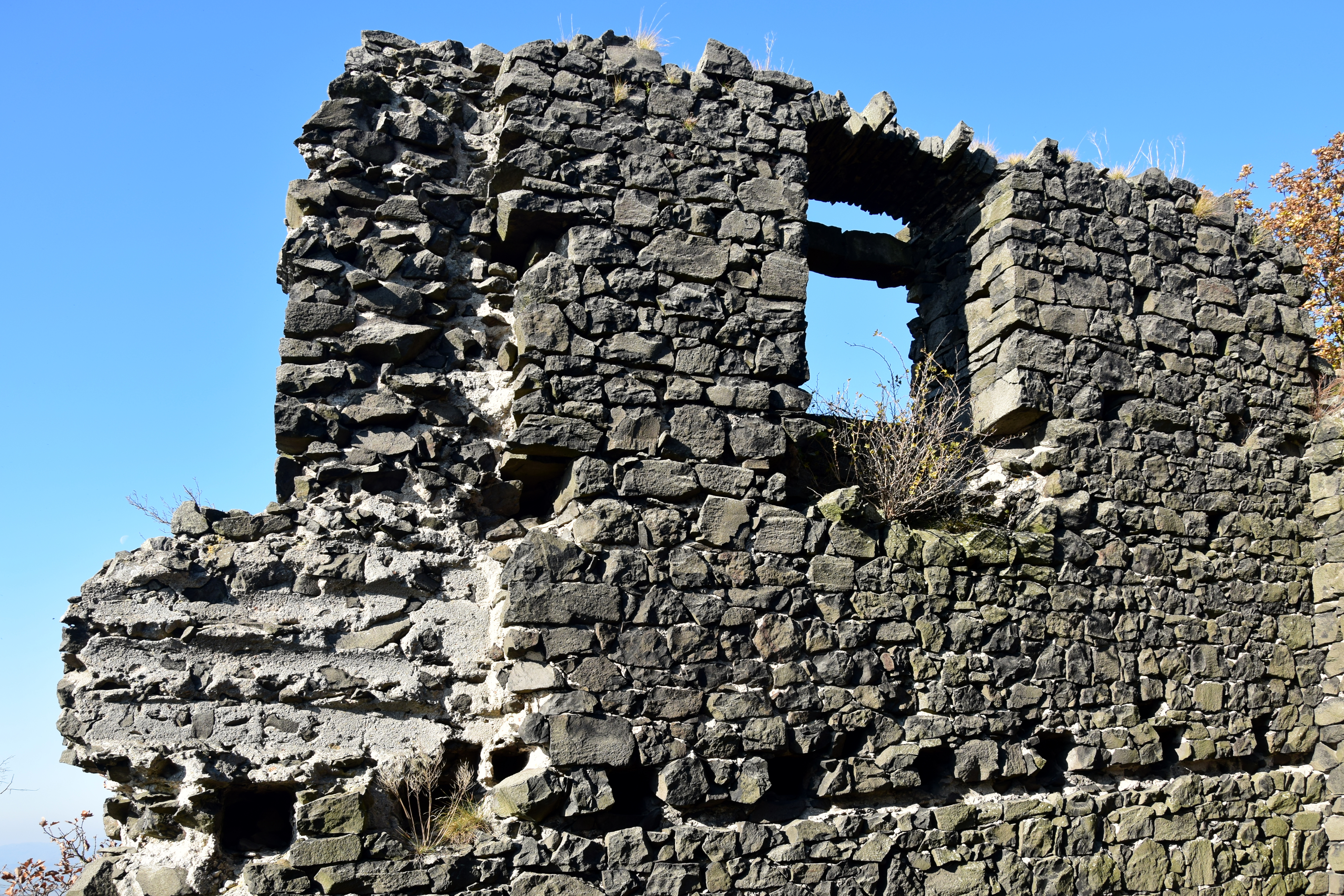
Interiér prvního patra jihozápadní obytné budovy s oknem a otiskem roubené komory

Převážná většina zdiva je postavena z místního čediče, který je jen ojediněle doplněn tesanými pískovcovými prvky nebo cihlami a dlaždicemi. Hlavním obranným prvkem byla osmdesát až sto centimetrů tlustá hradba, před niž zcela vystupují dvě bašty, jejichž štěrbinová okna umožňují postřelování kurtin.
Vstup do hradu umožňovala brána, jejíž budova se částečně dochovala na jižní straně. Cesta se v průjezdu pravoúhle stočila a vstoupila na první nádvoří. Centrální skála a k ní připojená hradba dělila vnitřní prostor hradu na jihozápadní a severovýchodní část. Do druhé z nich se vcházelo další bránou v hradbě na jihovýchodním úpatí skály.
Budova v jihozápadním nároží měla obytný charakter. Přízemí osvětlovala jen drobná větrací okénka a do prvního patra se vstupovalo po dřevěné konstrukci otvorem v jihovýchodní zdi. Za vstupem se nacházela přibližně čtvercová místnost osvětlená oknem, u nějž se dochoval pískovcový překlad. V severovýchodní stěně je pískovcová klíčová střílna, která umožňovala ostřelovat prostor prvního nádvoří. V jihozápadní části prvního patra se nacházela roubená komora.
Problematické je stanovení funkce severovýchodní budovy. Velká okna, orientovaná na vnější stranu hradu, vedou k domněnce, že stavení mělo obytnou funkci. V prvním patře však vedla jen lávka, která spojovala dvojici dveří, jimiž se vstupovalo na ochozy přilehlých úseků hradeb. Budova nejasného účelu stála také mezi vrcholovou skálou a severozápadní hradbou. Hradní palác stával na skále, která převyšuje prostor nádvoří asi o pět metrů. Dochovaly se z něj pouze nepatrné základy.

## Přístup
Z vrcholu je výhled po okolí, na nedaleké Stvolínky, Stranné či Blíževedly. Na hrad vede odbočka z červeně značené turistické trasy mezi Stvolínkami a Blíževedly. Nejbližší železniční zastávka je v Kravařích, odkud vede na úpatí vrchu zeleně značená trasa. Vrch Ronov se nachází na území chráněné krajinné oblasti Kokořínsko – Máchův kraj a jeho úbočí i vrchol jsou chráněny jako přírodní památka.